# Panorama (Grafiktreiber)
Panorama ist ein universeller Treiber für Grafikkarten für die Betriebssysteme OS/2 und eComStation.
Um bei der eher geringen Verbreitung der genannten Betriebssysteme dennoch eine befriedigende Einbindung von modernen Grafikkarten zu erreichen, ohne für jede Karte einen neuen Treiber schreiben zu müssen, wurde nach einem Ausweg gesucht. Dies wurde erreicht, indem eine Brücke zwischen standardisierten BIOS-Funktionen der Grafikkarte und dem OS/2-Video-Subsystem programmiert wurde. Der Treiber ist als DLL-Datei realisiert worden. Als Basis für den Panorama-Treiber dient das VESA BIOS 2.0, dessen Aufruffunktionen von praktisch allen Grafikkarten unterstützt werden.

## Unterstützte Auflösungen
- 0640 × 480
- 0800 × 600
- 1024 × 768
- 1280 × 1024
- 1600 × 1200[1]

## Vorteile
Der Vorteil des Panorama-Treibers ist, dass er praktisch alle Grafikkarten bedient. Damit ist eine Softwarebasis vorhanden, die grundsätzlich auf jeder Hardware funktioniert. Gleichzeitig ergibt sich damit eine Unabhängigkeit von der Treiber-Entwicklung der Grafikkartenhersteller. Diese stellen oftmals keine Treiber für OS/2 und eComStation zur Verfügung.

## Nachteile
Der Panorama-Treiber funktioniert für die standardmäßig vorgesehenen Bildschirmauflösungen und Farbtiefen. Speziellere Funktionen wie z. B. 3D-Beschleunigung können mit dem Panorama-Treiber nicht genutzt werden.

## Aktuelle Version
Die aktuelle Version ist 1.11.